# خونیق
خونیق یکی از روستاهای اساطیری  استان آذربایجان شرقی است.
خونیق.به معنای دره ی خرم  (اِخ) دهی است جزء دهستان گویجه بل، بخش مرکزی شهرستان اهر، در ۵ کیلومتری جنوب اهر و یک‌هزار گزی شوسهٔ تبریز به اهر. دارای ۶۸۵ تن سکنه. مردمان این دیار  به زبان ترکی ادربایجانی با لهجه خونیقی صحبت میکنند .